# Bandera d'Etiòpia
La bandera d'Etiòpia està formada per tres colors, verd, groc i vermell, als quals se superposa al centre l'emblema nacional, un pentagrama daurat sobre un disc blau. Si bé els colors verd, groc i vermell en combinació van tenir una importància simbòlica almenys des de principis del segle XVII, el tricolor modern va ser adoptat per primera vegada l'11 d'octubre de 1897 per Menelik II. La bandera actual es va establir a la Constitució de 1994 i la seva forma final es va regular per decret el 31 d'octubre de 1996.
El color verd representa la fertilitat del país, així com el treball i el desenvolupament, el groc simbolitza la llibertat religiosa i el color vermell evoca als que van morir defensant la llibertat i la igualtat. El disc central conté un estel daurat de cinc puntes, símbol de la unitat de totes les nacionalitats etíops, amb raigs que representen la prosperitat futura. El color blau és el de la pau i el groc el de l'esperança, la justícia i la igualtat.
L'article 3. 1 de la constitució d'Etiòpia estableix la forma de la bandera de l'estat (verd, groc i vermell sense més precisions). L'article 3. 2 disposa que l'emblema ha de reflectir la igualtat de les nacions, nacionalitats, pobles i religions en Etiòpia i la seva aspiració a viure junts. El 3. 3 estipula que cada estat membre de la Federació tindrà la seva pròpia bandera i emblema; els detalls particulars els establiran els parlaments respectius.
La bandera nacional es va regular d'acord amb la proclamació de la nova constitució de la República Federal Democràtica d'Etiòpia 16/1996 de 6 de febrer de 1996 que també va establir l'escut central. Aquesta proclamació va entrar en vigor el mateix dia.